# لی هه-ری
لی هه-ری (به کره‌ای: 이해리، به انگلیسی: Lee Hae-ri؛ زادهٔ ۱۴ فوریهٔ ۱۹۸۵) خواننده و بازیگر تئاتر موزیکال اهل کره جنوبی است.